# Sinezona
Sinezona is een geslacht van weekdieren uit de klasse van de Gastropoda (slakken).

## Soorten
- Sinezona bandeli Marshall, 2002
- Sinezona beddomei (Petterd, 1884)
- Sinezona brevis (Hedley, 1904)
- Sinezona brucei Geiger, 2012
- Sinezona calumnior Geiger, 2012
- Sinezona carolarum Geiger & McLean, 2010
- Sinezona chilensis Geiger, 2012
- Sinezona cingulata (O. G. Costa, 1861)
- Sinezona confusa Rolán & Luque, 1994
- Sinezona costulata Geiger & Sasaki, 2009
- Sinezona danieldreieri Geiger, 2008
- Sinezona doliolum Herbert, 1986
- Sinezona enigmatica Geiger & B. A. Marshall, 2012
- Sinezona ferriezi (Crosse, 1867)
- Sinezona finlayi (Laws, 1948) †
- Sinezona garciai Geiger, 2006
- Sinezona globosa Geiger, 2006
- Sinezona hawaiiensis Geiger & McLean, 2010
- Sinezona insignis (E. A. Smith, 1910)
- Sinezona insularis Simone, 2009
- Sinezona iota (Finlay, 1926)
- Sinezona kayae Geiger & McLean, 2010
- Sinezona koruahina (Laws, 1936) †
- Sinezona laqueus (Finlay, 1926)
- Sinezona levigata (Iredale, 1908)
- Sinezona macleani Geiger, 2006
- Sinezona marrowi Geiger, 2012
- Sinezona mechanica Geiger & B. A. Marshall, 2012
- Sinezona milleri Geiger & Sasaki, 2009
- Sinezona mouchezi (Vélain, 1877)
- Sinezona norfolkensis Geiger, 2012
- Sinezona pacifica (W. R. B. Oliver, 1915)
- Sinezona pauperata Powell, 1933
- Sinezona platyspira Geiger & B. A. Marshall, 2012
- Sinezona plicata (Hedley, 1899)
- Sinezona rimuloides (Carpenter, 1865)
- Sinezona semicostata Burnay & Rolán, 1990
- Sinezona singeri Geiger, 2006
- Sinezona subantarctica (Hedley, 1916)
- Sinezona tertia (Laws, 1940) †
- Sinezona wanganellica Geiger & B. A. Marshall, 2012
- Sinezona wileyi Geiger, 2008
- Sinezona zimmeri Geiger, 2003